# Esben Hansen
Esben Mathias Rejnholdt Hansen (Nykøbing Falster, 10 agosto 1981) è un ex calciatore danese, di ruolo centrocampista.

## Caratteristiche tecniche
Era un centrocampista difensivo che poteva giocare anche da interno.